# (108) Hecuba
(108) Hecuba – stosunkowo mała planetoida pasa głównego planetoid.

## Odkrycie
Została odkryta 2 kwietnia 1869 roku w obserwatorium w Düsseldorfie przez Roberta Luthra. Nazwa planetoidy pochodzi od imienia Hekabe, żony króla Troi, Priama z mitologii greckiej.

## Orbita
(108) Hecuba krąży w średniej odległości 3,25 j. a. od Słońca, jej okres obiegu to 5 lat i 312 dni.
(108) Hecuba orbituje wewnątrz rodziny planetoidy Hygiea, ale różni się od innych członków tej rodziny ze względu na skład – mieszankę nikiel-żelazo i krzemiany (reszta ma ciemny typ spektralny C).